# 雪拉
雪拉（法語：Sieuras）是法国阿列日省的一个市镇，位于该省北部偏西，属于帕米耶区。该市镇2009年时的人口为96人。

## 人口
雪拉人口变化图示
| 数据来源：INSEE |